# Thomas Dekker (ciclista)
Thomas Dekker (nascido em 6 de setembro de 1984) é um ciclista holandês. Tornou-se profissional em 2005. Atualmente compete para a equipe estadunidense Garmin-Sharp.